# Anaphes flavitarsis
Anaphes flavitarsis är en stekelart som först beskrevs av Soyka 1949.  Anaphes flavitarsis ingår i släktet Anaphes och familjen dvärgsteklar. Inga underarter finns listade i Catalogue of Life.